# Aristida beyrichiana
Aristida beyrichiana là một loài thực vật có hoa trong họ Hòa thảo. Loài này được Trin. & Rupr. mô tả khoa học đầu tiên năm 1842.